# Топалян, Мурад
Мурад Топалян (Mourad Topalian), известный также как «Лось» («Moose») — американский политический деятель армянского происхождения, бывший председатель Армянского Национального комитета Америки (АНКА), несколько раз посещал Белый дом. В 1999 году Топалян был арестован американскими правоохранительными органами по обвинению в организации террористических актов и хранении оружия и взрывчатки. В 2001 году Топалян признал себя виновным в хранении похищенных взрывчатых веществ и автоматического оружия, и был приговорен к 37 месяцам заключения в федеральной тюрьме и 3 годам освобождения под надзором. Когда Турция направила официальное письмо в ООН в связи с приговором Мураду Топаляну, правительство Армении выступило с письмом в его защиту, протестуя против использованных выражений.

## Биография
Мурад Топалян известен как видный деятель армянской диаспоры в США. Он являлся председателем Армянского Национального Комитета Америки (АНКА), организации, которая занимается защитой армянских интересов и связана с АРФ Дашнакцутюн Согласно журналу U.S. News & World Report, Топалян «был хорошо известен в коридорах Конгресса и встречался с президентом Биллом Клинтоном несколько раз»
В 1999 году Мурад Топалян переехал в Кливленд и занял пост вице-президента колледжа Кайахоги (штат Огайо).
В 1999 году ему были предъявлены федеральные обвинения, известные как дело «США против Мурада Топаляна» (англ. USA vs. Mourad Topalian, Case No. 1:99 CR 35). Топалян ушёл в отставку с поста председателя АНКА.

### Расследование против Мурада Топаляна
Расследование против Топаляна началось с обнаружения в 1996 году оружия и взрывчатки в помещении индивидуального хранения в пригороде Бедфорда (Огайо). Помещение было вскрыто после шестимесячной просрочки оплаты арендной платы (Топалян арендовал ячейку с 1980 года). Полиция обнаружила в ней оружие и 100 фунтов испорченной взрывчатки. В помещении было обнаружено несколько фрагментов волос. Анализ ДНК этих фрагментов, проведенный в 1999 году, показал совпадение с ДНК Мурада Топаляна Во время ареста Топалян подозревался ФБР в том, что являлся лидером террористической группы Бойцы за справедливость в отношении геноцида армян и участвовал в нападении на турецкую миссию при ООН в Нью Йорке.

#### Обвинительный акт
В 1970-е годы в отношении турецких чиновников прошла серия терактов, организованных армянскими националистами, которые были недовольны тем, что Турция не признавала геноцид армян. По всему миру произошло 160 взрывов и были убиты 32 турецких дипломата, а также члены их семей. Террор ослаб к середине 1980-х годов, но многие атаки остались нераскрытыми. Топалян был обвинен в подготовке террористических актов против турецких целей в США в течение двух десятилетий и подозревался в причастности к двум взрывам в 1981 году в Калифорнии, направленным против Конгресс-центра округа Ориндж (Калифорния) в Анахайме и турецкого консульства в Беверли-Хиллз (Калифорния). С 1976 по 1996 год Топалян предположительно руководил или непосредственно участвовал в осуществлении взрывов в Нью Йорке, Анахайме и Беверли Хиллз, ограблении фабрик по производству боеприпасов и нелегальной покупке большого количества вооружений. В целом, обвинительный акт утверждал, что Топалян участвовал в заговоре, что обвиняемый и другие известные и неизвестные лица сформировали «элитную группу» с целью привлечь внимание общественности к армянскому геноциду 1915 года. Ключевые доказательства против Топаляна были получены от двух его бывших сообщников.
Согласно обвинению Топалян вербовал взрывников и убийц среди армянской молодёжи США и обеспечивал демонстрацию оружия в летних лагерях Федерации армянской молодёжи (молодёжное отделение Дашнакцутюн) в городе Франклин (Массачусетс). Как указывают федеральные власти Огайо, этот известный представитель армянской диаспоры использовал лагерь в качестве тренировочной базы для подготовки терактов против Турецкого правительства. Мурад Топалян («Лось») показывал другим, как использовать оружие, собирал и взрывал мины-ловушки в 1976 и 1977 году. Однажды при этом произошёл преждевременный взрыв, повлёкший ранения человека. Он также посылал армянскую молодёжь в Бейрут для тренировки в тактике использования оружия и взрывчатки.
Но самым серьёзным обвинением в адрес Топаляна было участие во взрыве машины рядом со зданием турецкой миссии в ООН в Нью Йорке в октябре 1980 года, который повлёк ранения трёх человек. Полиция подозревает, что он участвовал в подготовке взрыва и направил группу, которая похитила оружие и взрывчатку, использовавшиеся в дальнейшем для совершения теракта. С 1979 по 1980 год Топалян направлял разных людей в Манхэттен для изучения зданий, в которых располагалась турецкая миссия в ООН. Топалян сам приехал в Нью-Йорк 11 октября 1980 года со взрывчатыми веществами для атаки на турецкую миссию. 12 октября 1980 года Топалян и два его соучастника взорвали бомбу в похищенной для этого машине, что привело к повреждению имущества турецкой миссии. В результате теракта были также ранены трое прохожих. Топаляну были заданы вопросы об этом взрыве, но он отказался признать себя террористом, хотя и признал вину в хранении оружия, которое по данным обвинения использовалось в теракте.
Топалян также был обвинен в том, что заказал одному калифорнийцу доставку пяти шашек динамита и детонаторов в Бостон в 1982 году. Их предполагалось использовать во взрыве в Филадельфии. Агенты ФБР перехватили взрывчатку. Согласно их показаниям, подозреваемый Стивен Джон Дадян мог иметь связи с Бойцами за справедливость.
Во время процесса Ассамблея турецко-американских ассоциаций предоставила данные, включавшие хронологию армянских террористических актов в США и других странах, а также показания жертв армянского терроризма.

#### Приговор
Мурад Топалян был обвинен в 1999 году в террористических актах, владении и хранении взрывчатых веществ и огнестрельного оружия (владение автоматами и огнестрельным оружием с удаленными серийными номерами), а также в их транспортировке. Хранилище в Бедфорде, использовавшееся им и его сообщниками, находилось недалеко от школы продленного дня, работающей заправочной станции и офисного комплекса, на расстоянии менее чем 300 футов от шоссе, по которому ежедневно проезжало 3000 автомобилей. В ходе процесса обвинение и защита достигли соглашения о признании вины, согласно которому обвинения в заговоре были сняты в обмен на признание Топаляна в незаконном хранении взрывчатки и огнестрельного оружия. 24 января 2004 года он был приговорен к 37 месяцам заключения в федеральной тюрьме и 3 годам освобождения под надзором.

## Награды
В 2000 году, АНКА удостоил Топаляна «Наградой свободы» («Freedom Award») за его «вклад в продвижении армянского дела» и его «уникальную деятельность, посвященную армянской истории и армянской нации».